# Гірський хребет

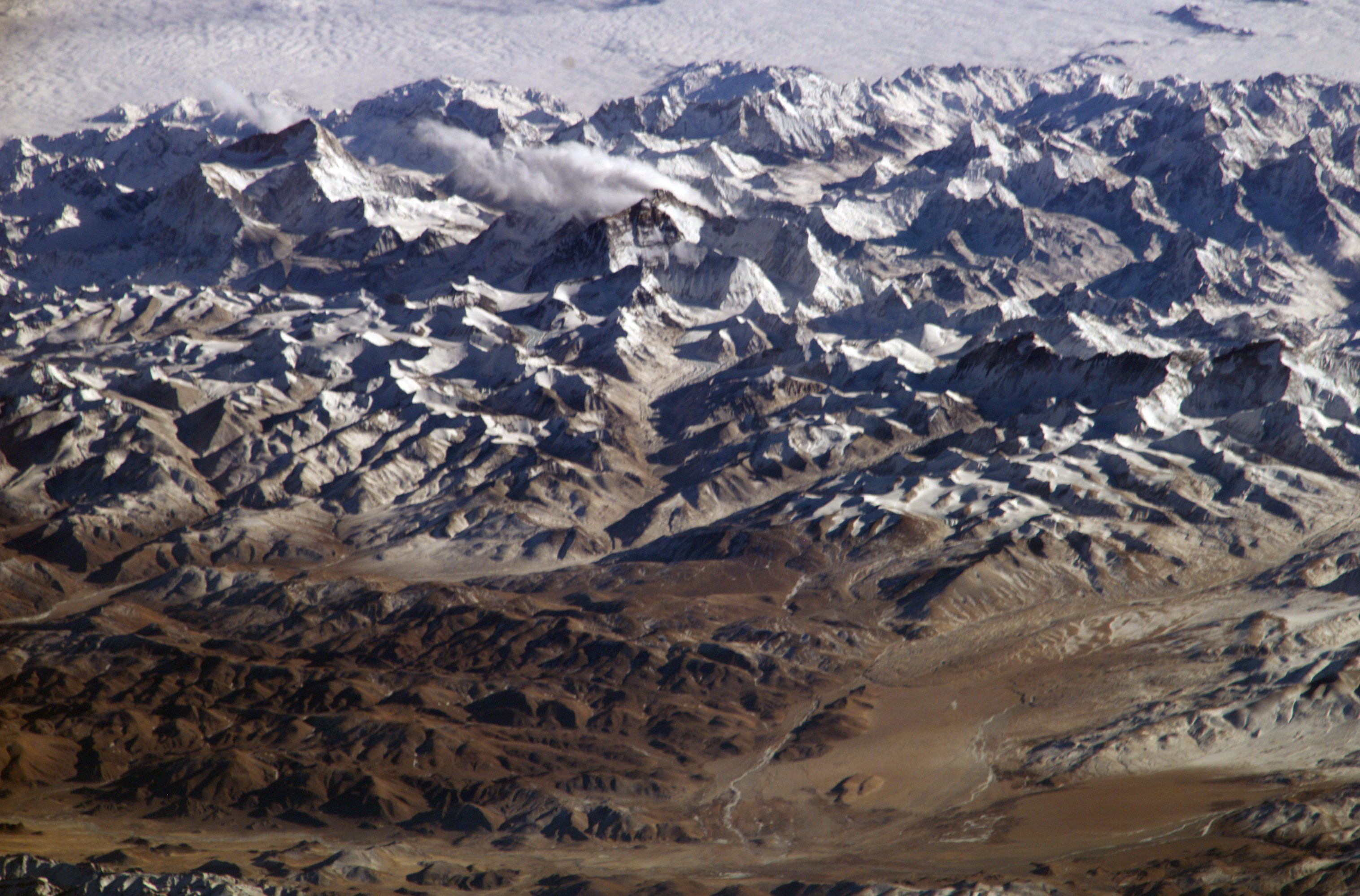
Гірські хребти в Гімалаях

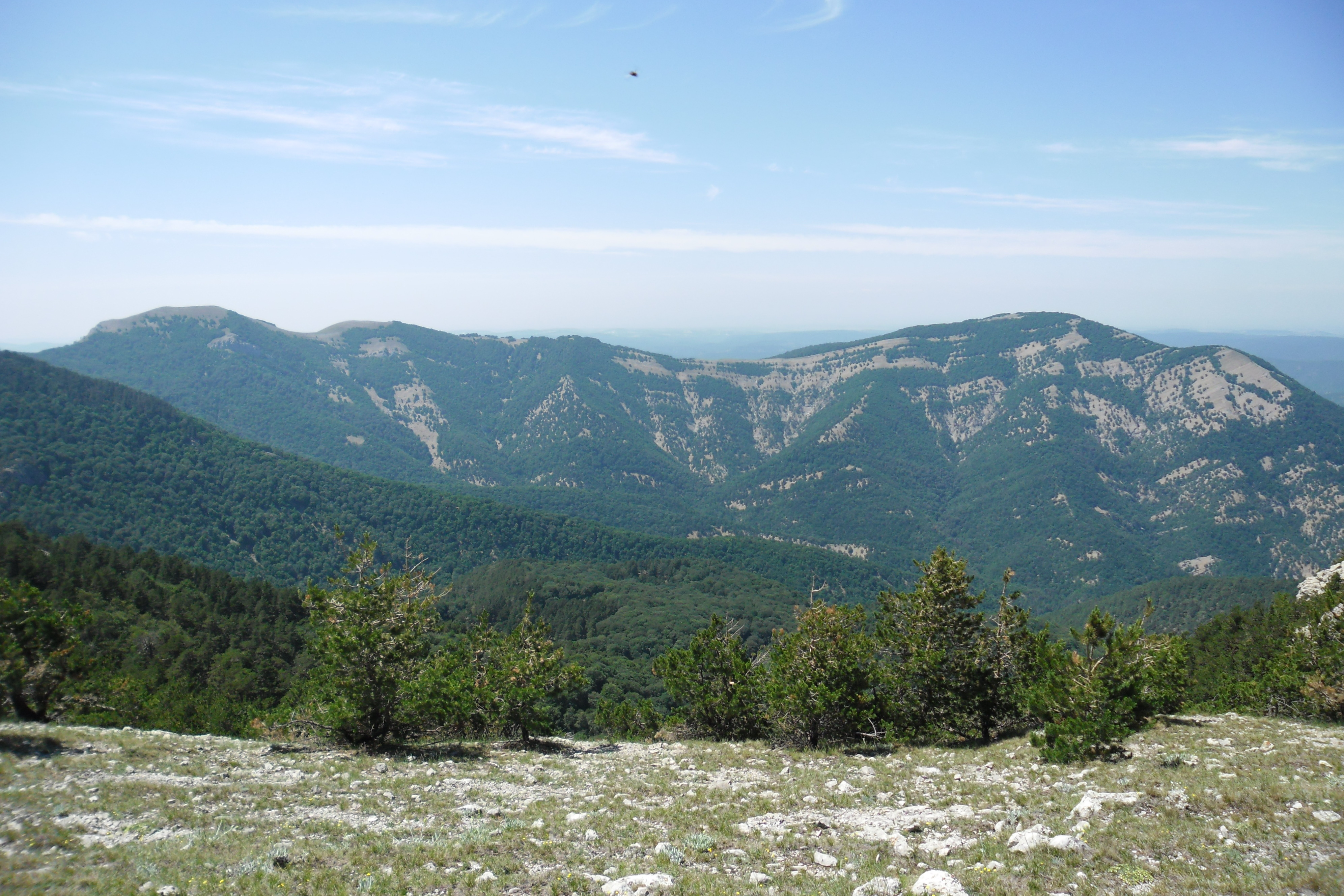
Гірський хребет Синап-Даг у Криму, Україна. Світлина з Бабуган-яйли.

Гірськи́й хребе́т, ґрунь — велика лінійно витягнута позитивна форма рельєфу з чітко відбитими схилами, що перетинаються у верхній частині, гірська споруда, що має чітко виражені вісь, вервечку гірських вершин та схили. Одна з форм рельєфу.
Гірський хребет — це ряд гір або пагорбів, розташованих у лінію та з’єднаних високою місцевістю. Гірська система або гірський пояс — це група гірських хребтів зі схожістю за формою, структурою та вирівнюванням, які виникли внаслідок однієї причини, як правило, горотворення. Гірські хребти також зустрічаються на багатьох об’єктах планетарної маси в Сонячній системі і, ймовірно, є ознакою більшості планет земної групи.

## Загальний опис. Найбільші гірські хребти на планеті Земля
Хребти великої довжини називають гірськими пасмами або ланцюгами гір. Вершинна частина хребта може бути різною: гребінчасто-загостреною, округлою, у вигляді плато. Схили бувають несиметричними й симетричними. Будова хребта включає такі елементи як вершини, гряди, масиви, відроги тощо.
Більшість геологічно молодих гірських хребтів на земній поверхні пов’язані або з Тихоокеанським вогняним колом, або з Середземноморським геосинклінальним поясом. Тихоокеанське вогняне коло включає Анди Південної Америки, простягається через північноамериканські Кордильєри, Алеутський хребет, через півострів Камчатка, Японію, Тайвань, Філіппіни, Папуа-Нову Гвінею, до Нової Зеландії. Анди мають довжину 7000 кілометрів (4350 миль) і часто вважаються найдовшою гірською системою в світі.
Альпійський пояс простягається на 15 000 км через південну Євразію, від Яви в морській Південно-Східній Азії до Піренейського півострова в Західній Європі, включаючи хребти Гімалаїв, Каракорум, Гіндукуш, Ельбурс, Кавказ і Альпи. Гімалаї містять найвищі гори в світі, включаючи гору Еверест, висота якої становить 8848 метрів (29029 футів).
Гірські хребти за межами цих двох систем включають Арктичні Кордильєри, Аппалачі, Великий Вододільний хребет, Східний Сибір, Алтай, Скандинавські гори, Циньлін, Західні Гати, Віндх'я, Бирранга і Аннамські гори. 
Що стосується Європи, то за середньою (близько 300 м) і максимальною (4807 м, г. Монблан в Альпах) висотами вона поступається іншим частинам світу, крім Австралії. На крайньому сході простягаються гори Урал, на північному заході — Скандинавські гори. Смуга невеликих за площею і висотою гірських хребтів охоплює південну частину Середньої Європи: Центральний французький масив, Воґези, Шварцвальд, Рейнські Сланцеві гори тощо. З півдня ця смуга обрамлена найвищими горами Європи — Альпами, а також Карпатами. Гірський рельєф переважає у Південній Європі: Піренеї, Андалузькі гори, Апеннінські гори, Стара Планина, Динарські гори, Родопи, Пінд, Кримські гори та інші.
Якщо визначення гірського хребта розширити, щоб включити підводні гори, то Серединно-океанічний хребет утворює найдовшу безперервну гірську систему на Землі, протяжністю 65 000 кілометрів (40 400 миль).

## Характеристики гірських хребтів
Висота, протяжність та форма гірського хребта залежать від походження, історії розвитку та літологічного складу складаючих порід. Отже, має:
- лінійне простягання;
- чітко визначені пасма та схили, маючи напрямки у протилежні сторони.

Гірський хребет характеризується:
- значною протяжністю;
- добре вираженою віссю, великою частиною у вигляді єдиної лінії вододілу, уздовж якого розміщені найзначніші висоти.

Гірський хребет — пасмо гір, що межує з низовинами або відділяється від інших гірських хребтів, міжгірською улоговиною або річкою. Окремі гори в межах того ж гірського масиву не обов'язково мають одну і ту ж геологію, хоч зазвичай так і є.
Зазвичай гірський хребет входить до складу гірської країни або гірської системи.
Гірський ланцюг — система витягнутих в одному напрямку гірських хребтів.

## Генезис, структура і розвиток

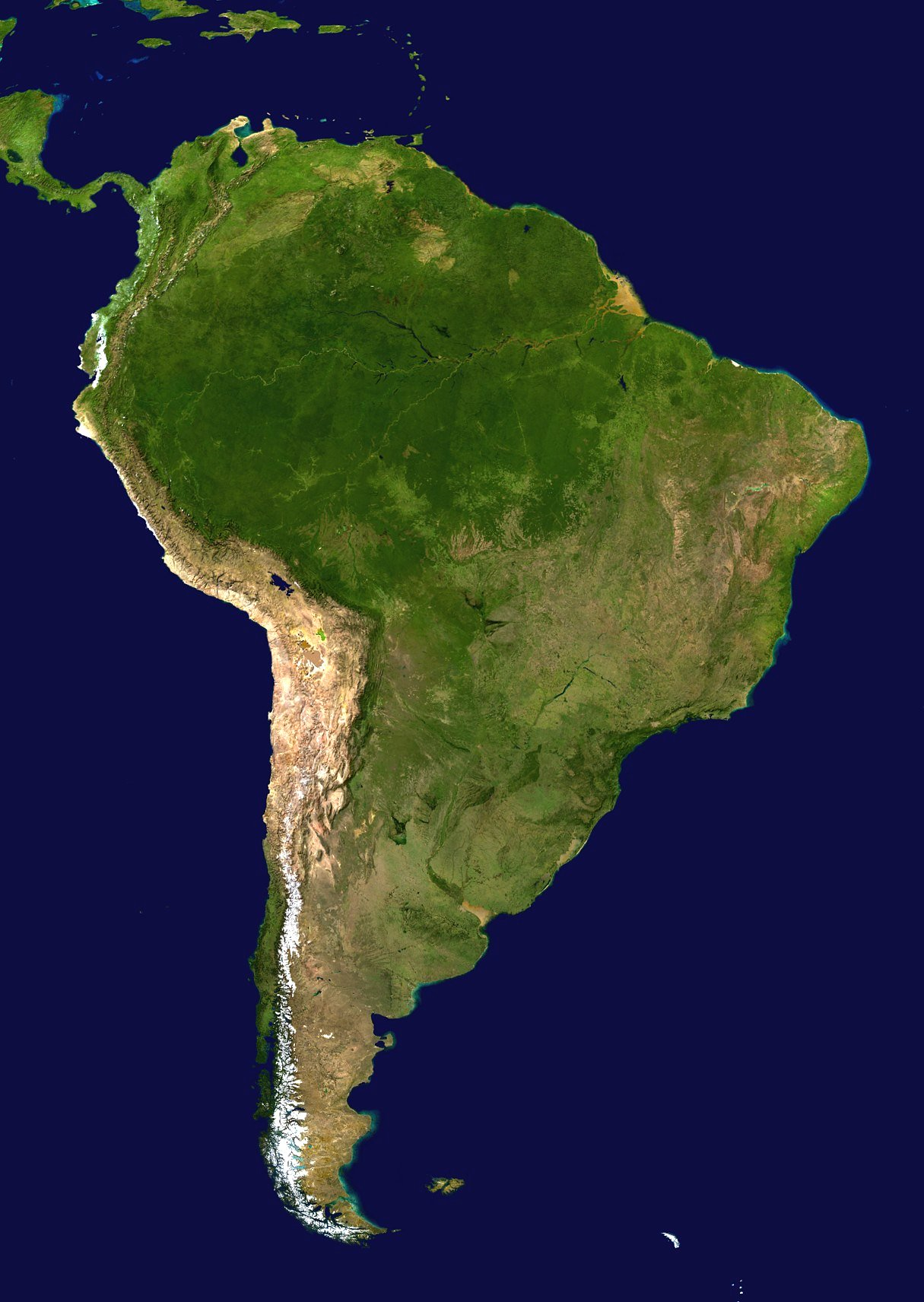

Гірські хребти утворюються в результаті різноманітних геологічних процесів, але більшість значущих на Землі є результатом тектоніки плит. 
Пасмо гір можливо утворюється взаємодію тектонічних плит . Наприклад, Гімалаї — результат дії Індостанської плити на Євразійську плиту, створюючи деформовану зону біля лінії зіткнення. А Кордильєри — результат дії плити Кокос та Тихоокеанської плити на Північноамериканську плиту. Іноді, одна тектонічна плита може штовхати іншу знизу (субдукція). Плита що з гори при цьому створює гірський хребет. При цьому з'являються вулкани. Наприклад Везувій.
Структура гірської системи включає центральний і передовий гірські хребти. Передовий хребет — невисокий хребет або гірська гряда у складчастих областях, розташовані між прилеглою рівниною і системою центральних хребтів і паралельні останнім. Гірські системи, які мають велику протяжність, можуть мати декілька передових хребтів, при цьому зовнішний передовий хребет наймолодший і найнижчий. Від головного (центрального) хребта передовий хребет відокремлюється тектонічним прогином, який є синклінальною або ґрабеновою структурою (по ній іноді протікає річка). Передовий хребет перетинається древнішими антецедентними (первинними) долинами річок, які стікають з головного хребта.
Підняті регіони або вулканічні конуси можуть зазнати ерозії, створюючи гірський хребет. Гірські струмки несуть уламки вниз і створюють алювій або переносять у річкову дельту.

## Клімат
Розташування гір впливає на клімат, наприклад на кількість опадів. Коли вітер рухається над морем, тепле вологе повітря підіймається і випадає у вигляді опадів, при прохолодних сухих повітряних рухах над хребтом з підвітряної сторони утворюючи дощовий сутінок.
Їх розташування також впливає на температуру. Якщо сонце сяє зі східного боку, то східна сторона гори отримає сонячне світло і теплоту, поки інша сторона буде у сутінку й охолоджена, такі екосистеми підтримують різний біологічний ритм залежно від розташування гори.

## Найважливіші гірські системи планети
Алтай, Альпи, Анди, Аппалачі, Ардени, Атлас, Бескиди, Великий Вододільний хребет, Великий Хінган, Великий Уступ, Гімалаї, Гісаро-Алай, Гіндукуш, Драконові гори, Ждярські гори, Кавказ, Каракорум, Карпати, Капські гори, Кордильєри, Куньлунь, Памір, Паміро-Алай, Саяни, Скелясті гори, Тибет, Трансантарктичний хребет, Тянь-Шань, Урал, Японські Альпи.
Див. підводні (океанічні) хребти, передовий хребет, серединно-океанічні хребти, рельєф.